# Chaerophyllum dasycarpum
Chaerophyllum dasycarpum är en växtart i släktet rotkörvlar och familjen flockblommiga växter. Arten återfinns i södra USA, från Texas till Alabama.